# Pifferari
Pifferari (från italienskans piffero = skalmeja) var namnet på de herdar från bergen öster om Rom, vilka tidigare vid advents- och jultiden begav sig in till staden i färgglada dräkter och sjöng och musicerade med skalmeja och säckpipa framför madonnabilderna och insamlade gåvor. Visorna och melodierna var mycket ålderdomliga. Sedan har ursprungligen avsetts som en påminnelse om Betlehems herdar.